# 世界建築節
世界建築節（英語：World Architecture Festival，簡稱：WAF），一年一度的頒獎典禮，是建築界的盛事。首四屆的世界建築節在2008年至2011年於西班牙巴塞隆拿舉行，往後四年移師新加坡。自2016年起，舉辦的城市包括柏林及阿姆斯特丹。勝出的項目會被授予年度世界建築的稱號。

## 得獎項目
- 世界建築節得獎名單（英语：List of World Architecture Festival winners）

## 外部連結
- Official website - World Architecture Festival （页面存档备份，存于）
- Official website - World Buildings Directory （页面存档备份，存于）
- World Architecture Festival joins EMAP （页面存档备份，存于） 16 October 2014